# Serhiy Frolov
Pour les articles homonymes, voir Frolov.
Serhiy Frolov (en ukrainien : Сергій Фролов, Serhiï Frolov), né le 14 avril 1992 à Zaporijia en Ukraine, est un nageur ukrainien spécialiste de la nage libre. 

## Biographie
Sergiy Frolov est spécialiste des épreuves de fond tels que le 800 et 1 500 mètres libre. 
Serhiy Frolov commence la compétition lors des Championnats d'Europe 2010 à Budapest, il participe à trois compétitions individuelles (400 m, 800 m et 1 500 m), il ne passe pas le stade des séries . La même année en 2010, il participe aux Championnats d'Europe en petit bassin à Eindhoven il remporte sa première médaille de sa jeune carrière avec l'argent aux 1 500 mètres derrière l'intouchable italien Federico Colbertaldo, plus de 7 secondes d'écart entre les deux hommes. Le 1 500 m devient sa distance de prédilection. Il participe également aux mondiaux de Dubai, mais c'est échec avec une élimination en série dans ses distances (200 m, 400 m et 1 500 m).
En 2011, il participe aux Championnats du monde grand bassin à Shanghai, même constat pour Serhiy Frolov que lors des mondiaux petit bassin à Dubaï, il est éliminé en série (400 m, 800 m et 1 500 m). Au mois de décembre 2011, il gagne sa deuxième médaille européenne Championnats d'Europe en petit bassin à Szczecin, avec le bronze aux 1 500 mètres. Il participe à une seule distance.
L'année 2012 est plus prolifique pour Serhiy Frolov avec sa première médaille en grand bassin lors des Championnats d'Europe à Debrecen, il décroche le bronze sur le 800 mètres et une place de finaliste sur le 1 500 m (7e). Il participe aux Natation aux Jeux olympiques à Londres sur le 400 m et le 1 500 m, il est éliminé dans les séries pour ces deux distances.
En novembre 2012, lors des Championnats d'Europe en petit bassin à Chartres, il termine deuxième du 1 500 mètres nage libre derrière l'italien Gregorio Paltrinieri en améliorant son meilleur temps personnel et celui de l'Ukraine avec un chrono de 14 min 30 s 87. Il termine malheureusement au pied du podium sur le 400 m avec une quatrième place.

## Palmarès

### Championnat d'Europe

#### En grand bassin
| Discipline       | Debrecen 2012        |
| 800 m nage libre | Bronze 7 min 52 s 81 |

#### En petit bassin
| Discipline         | Eindhoven 2010             |
| 1 500 m nage libre | Argent 14 min 42 s 01      |
|                    | Szczecin 2011              |
| 1 500 m nage libre | Bronze 14 min 35 s 22 (RN) |
|                    | Chartres 2012              |
| 1 500 m nage libre | Argent 14 min 35 s 22 (RN) |